# Ulrich Gaier
Ulrich Gaier (* 18. Juni 1935 in Stuttgart) ist ein deutscher Literatur- und Kulturwissenschaftler.

## Leben
Ulrich Gaier studierte Germanistik, Anglistik und Romanistik in Tübingen und Paris. Die Promotion erfolgte 1962 mit der Dissertation „Der gesetzliche Kalkül. Hölderlins Dichtungslehre“. Er war Lektor für Deutsch am University College in Swansea/Wales; es folgte ab 1963 eine Lehrtätigkeit als Assistant Professor und von 1966 bis 1967 als Associate Professor an der University of California, Davis. 1966 wurde er in Tübingen mit einer Arbeit über Sebastian Brants Narrenschiff habilitiert. Von 1968 bis 2000 war er ordentlicher Professor für Deutsche Literatur und Allgemeine Literaturwissenschaft an der Universität Konstanz. Die Emeritierung erfolgte im Oktober 2000. Gastprofessuren führten ihn an die Rice University in Houston/Texas sowie nach Pisa, Zürich, Lawrence/Kansas, Madison/Wisconsin und Gainesville/Florida. 
Ulrich Gaier ist Professor h. c. und Dr. h. c. der Universität Alexandru Ioan Cuza Iași in Rumänien. Er war von 2006 bis 2010 Präsident der Hölderlin-Gesellschaft und ist heute deren Ehrenmitglied, ebenso wie in der Herder-Gesellschaft und der Goethe Society of North America. Das Land Baden-Württemberg verlieh ihm 2010 die Staufer-Medaille für das von ihm erarbeitete Werk „Schwabenspiegel. Literatur vom Neckar bis zum Bodensee 1000–1950.“
Ulrich Gaier ist verheiratet und lebt in Konstanz.

## Schriften (Auswahl)
- Der gesetzliche Kalkül: Hölderlins Dichtungslehre. 1962.
- Studien zu Sebastian Brants Narrenschiff. 1966.
- Satire. Studien zu Neidhart, Wittenwiler, Brant und zur satirischen Schreibart. 1967.
- Krumme Regel. Novalis’ »Konstruktionslehre des schaffenden Geistes« und ihre Tradition. 1970.
- Johann Gottfried Herder: Frühe Schriften 1764–1772. 1985 (Hg. u. Komm.).
- System des Handelns. Eine rekonstruktive Handlungswissenschaft. 1986.
- Herders Sprachphilosophie und Erkenntniskritik. 1988.
- Goethes Faust-Dichtungen. Ein Kommentar. Bd. 1: Urfaust. 1989.
- Johann Gottfried Herder: Volkslieder, Übertragungen, Dichtungen. 1990 (Hg. u. Komm.).
- Hölderlin. Eine Einführung. 1993.
- Hölderlin Texturen (u. a. Hg.): Hölderlin-Gesellschaft, Tübingen 1995 ff. (Text- und Bilddokumentation zu Hölderlins Lebensweg)
- Annette von Droste-Hülshoff und ihre literarische Welt am Bodensee. (Marbacher Magazin 66) 1993.
- Magie: Goethes Analyse moderner Verhaltensformen im ‚Faust‘. (Konstanzer Universitätsreden 203) 1999.
- Fausts Modernität. Essays. 2000.
- „Unter den Alpen gesungen“. Hölderlin als Hauslehrer in Hauptwil. 2008.
- Johann Wolfgang Goethe: Faust-Dichtungen. 2010 (Hg. u. Komm.).
- Johann Wolfgang Goethe: Faust. Eine Tragödie. Erster Theil. Frühere Fassung(„Urfaust“). (Studienausgabe) 2011 (Hg. u. Komm.).
- Johann Wolfgang Goethe: Faust. Zweyter Theil. (Studienausgabe) 2011 (Hg. u. Komm.).
- Lesarten von Goethes Faust. 2012.
- Johann Wolfgang Goethe. Faust. Der Tragödie Erster Teil. Erläuterungen und Dokumente. 2014.
- Hölderlin-Studien. (hrsg. von Sabine Doering und Valérie Lawitschka) 2014.
- Wozu braucht der Mensch Dichtung? Anthropologie und Poetik von Platon bis Musil. 2017.
- Herausforderung der Literaturwissenschaft: Droste-Hülshoffs ‚Judenbuche‘. (mit Sabine Groß) 2018.
- Ballade und Romanze. Poetik und Geschichte. 2019.
- Der politische Mörike und seine radikalen Freunde. (mit Monika Küble) 2019.